# 나가타 준이치
나가타 준이치(일본어: 長田 潤一, 영어: Jun-iti Nagata, 1925~2007)는 일본의 수학자이다. 일반위상수학에 공헌하였다.

## 생애
1925년 3월 4일 오사카에서 태어났다. 1947년에 이야나가 쇼키치 밑에서 도쿄 대학 학사 학위를 수여받았으며, 1956년에 모리타 기이치 밑에서 오사카 대학 박사 학위를 수여받았다.
1949년에 오사카 시립 대학 강사가 되었다. 1950년에 나가타-스미르노프 거리화 정리를 증명하였다. 1955년에 조교수로, 1961년에 정교수로 승진하였다. 1965년~1975년 동안에는 피츠버그 대학교 교수, 1975년~1982년 동안에는 암스테르담 대학교 교수, 1982년~1990년 동안 오사카 교육대학 교수로 있었으며, 1990년~1995년 동안 오사카 전기통신대학(일본어: 大阪電気通信大学) 교수로 있었다.
2007년 11월 6일 사망하였다.

## 참고 문헌
- 大山 豪; 安井 義和 (1989). “長田潤一先生の御退官に際して” (PDF). 《数学教育研究》 (일본어) 19: 1–2.[깨진 링크(과거 내용 찾기)]
- Hattori, Yasunao; Yamada, Kohzo (2010). “Jun-iti Nagata, 1925–2007” (PDF). 《Scientiae Mathematicae Japonicae Online》 (영어) 2010: 245–247.
- van Mill, Jan; Pol, Roman (2010). “Nagata’s contributions to dimension theory” (PDF). 《Scientiae Mathematicae Japonicae Online》 (영어) 2010: 239–244.
- Burke, Dennis; Hattori, Yasunao; Okuyama, Akihiro (2012년 4월 1일). “The work of Professor Jun-iti Nagata”. 《Topology and its Applications》 (영어) 159 (6): 1498–1513. doi:10.1016/j.topol.2011.12.023.